# Торбей

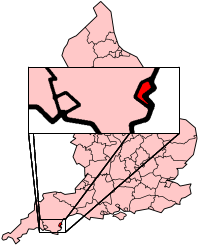
Торбей на карте Англии

То́рбей (англ. Torbay) — унитарная единица на юго-востоке церемониального графства Девон. Главный и крупнейший город — Торки (население — 64 тыс. чел.). Регион Торбей является популярным местом отдыха, его называют Английской Ривьерой.

## История
Образована 1 апреля 1998 года путём преобразования в унитарную единицу района Торбей неметропольного графства Девон (Local Government Commission for England (1992)).

## География
Занимает территорию 63 км², на востоке омывается проливом Ла-Манш, на юге, западе и севере граничит с неметропольным графством Девон.

## Население
На территории унитарной единицы проживают 129 706 человек, при средней плотности населения 2 063 чел./км² (2001 год).

## Политика
Совет унитарной единицы состоит из 36 депутатов, избранных в 15 округах. В результате последних выборов 22 места в совете занимают консерваторы.

## Спорт
На территории унитарной единицы Торбей, в городе Торки, базируется профессиональный футбольный клуб «Торки Юнайтед», выступающий в сезоне 2012/2013 во Второй Футбольной Лиге. «Торки Юнайтед» принимает соперников на стадионе Плэйнмур (6 тыс. зрителей).